# 자르코 사보프
자르코 사보프(1963년 2월 19일 ~ )은 북마케도니아의 전 축구 선수이자 현 축구 지도자로 현재 자국 3부 리그의 FK 오소고보의 감독으로 재직 중에 있다. K리그1의 전북 현대 모터스에서 활약했고 K리그 등록명은 잔코였으며 현역 시절 포지션은 공격수였다.